# Yank (týdeník)
Yank byl týdeník vydávaný armádou Spojených států během druhé světové války.

## Historie
První nápad přišel od Egberta Whitea už během první světové války, ale časopis založil a začal vydávat až 17. června 1942 major Hartzell Spence. Časopis psali pouze poddůstojníci pod dohledem důstojníků–manažerů. Zpočátku byly vydání k dispozici pouze americkým vojenským jednotkám v zámoří, ale po pátém vydání z 15. července 1942 už byly zpřístupněny i členům armády přímo v USA. 
Týdeník však nebyl nikdy zpřístupněn veřejnosti. Celosvětové náklady čítaly 2,6 milionu a poslední číslo vyšlo 28. prosince 1945.
Yank vycházel celkem ve 21 vydáních v 17 zemích a stal se i nejdéle vydávaným vojenským časopisem v historii USA.
Pro časopis pracovali i karikaturisté jako Robert Greenhalgh, Howard Brodie i Jack Coggins.
Časopis byl vydáván také k pozvednutí morálky, o což se v každém vydání staralo spousta fotografií pin-up modelek. Většina z nich byly známé filmové hvězdy jako např. Rita Hayworthová, Betty Grableová či Jane Russellová.

## Fotografie
Jedny z nejznámějších pin-up modelek, které se objevily v týdeníku Yank.

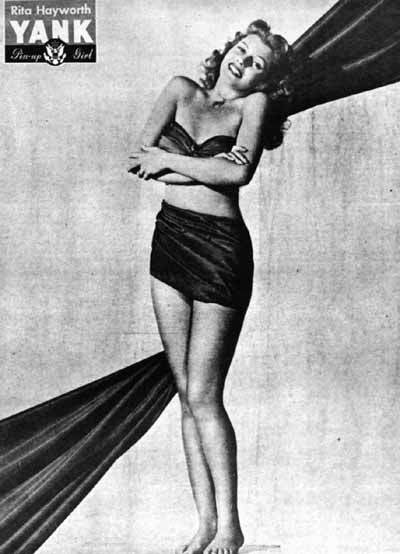
Rita Hayworthová (7. července 1944)
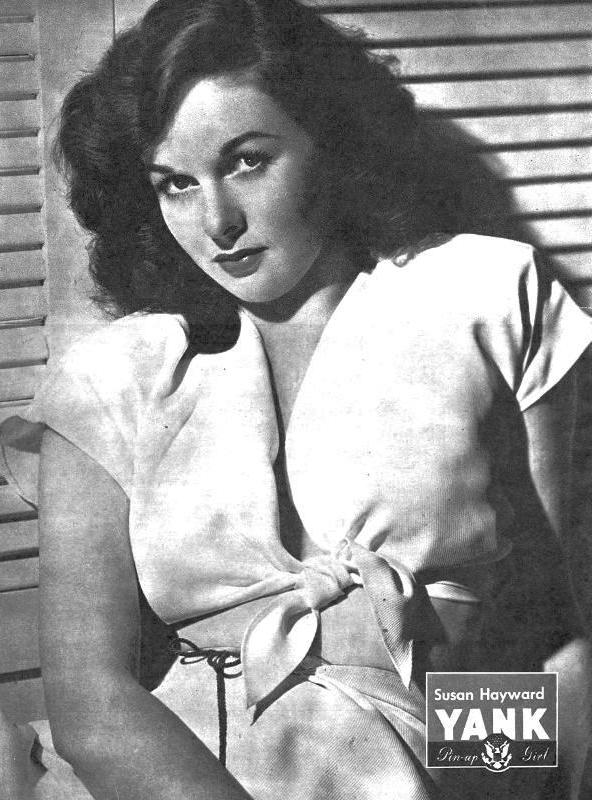
Susan Haywardová (26. října 1945)
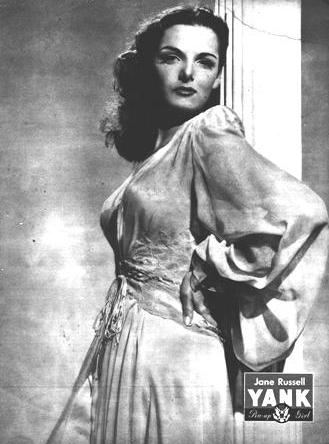
Jane Russellová (21. září 1945)
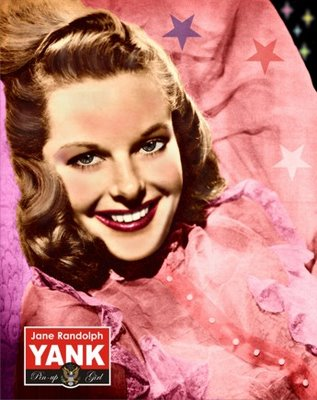
Jane Randolphová (17. června 1942)
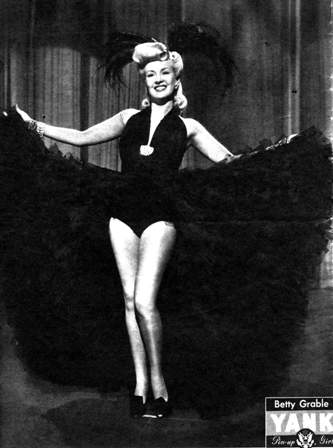
Betty Grableová (26. listopadu 1943)